# Ovizid
|  | Dieser Artikel wurde aufgrund von formalen oder inhaltlichen Mängeln in der Qualitätssicherung Biologie zur Verbesserung eingetragen. Dies geschieht, um die Qualität der Biologie-Artikel auf ein akzeptables Niveau zu bringen. Bitte hilf mit, diesen Artikel zu verbessern! Artikel, die nicht signifikant verbessert werden, können gegebenenfalls gelöscht werden. Lies dazu auch die näheren Informationen in den Mindestanforderungen an Biologie-Artikel. |

Ovizid (lat. ovum = Ei und lat. cida = töten) bezeichnet in der Biologie die gezielte Zerstörung von artfremden Eier, um die Fitness bei der eigenen Art zu erhöhen.

## Abgrenzung
Mitunter tritt Ovizid innerhalb einer Spezies auf, wie beim Rotschnabel-Tropikvögeln, die mit versteckten Kameras bei der Zerstörung ihrer eigenen Gelege gefilmt wurden. In diesem Fall ist die Verhaltensweise dem Infantizid zuzuordnen.
Der Begriff wird in unterschiedlichen Zusammenhängen verwendet, wenn die Eier dem artfremden Prädator als Nahrung dienen, so ist von Prädation die Rede. Dagegen bezeichnet Oophagie die Ernährung von Nachkommen mit arteigenen (meist unbefruchteten) Nähreiern.
Chemische Mittel zur Schädlingsbekämpfung werden auch als Ovizide bezeichnet und greifen mit ihrem Wirkstoffen gezielt die Eier von Insekten, Milben oder Parasiten an, indem sie diese abtöten oder in ihrer Entwicklung hemmen.
Ovizid tritt auch im Zusammenhang mit Parasitismus einschließlich Brutparasitismus auf, für den insbesondere Kuckucke bekannt sind, die jedoch neben der Zerstörung artfremder Vogeleier auch Infantizid betreiben (nachgewiesen u. a. beim Guirakuckuck).

## Weitere Beispiele

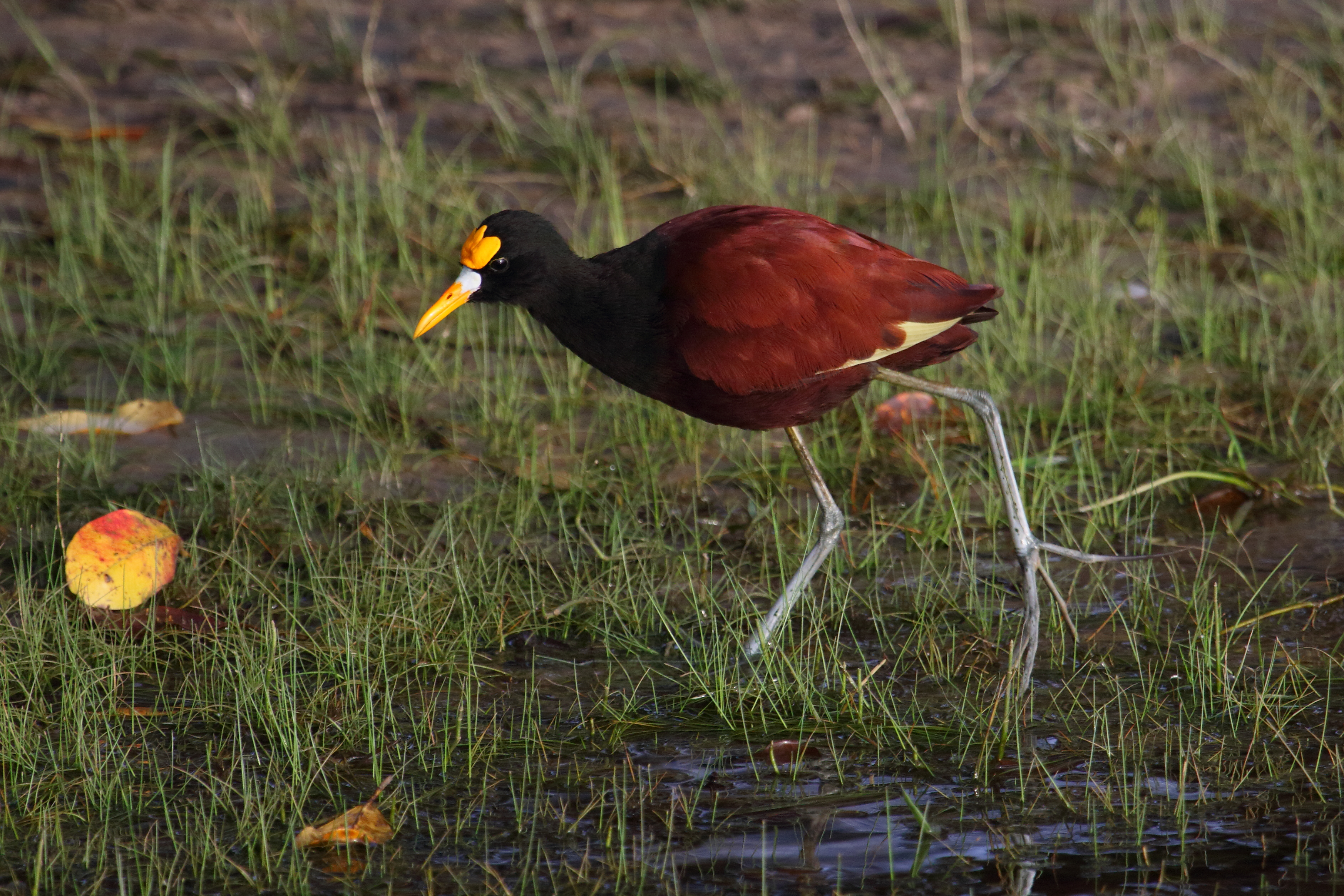
Beim Gelbstirn-Blatthühnchen zerstören die Weibchen gezielt Gelege, um ihren Bruterfolg zu maximieren

- Bei den Gelbstirn-Blatthühnchen brüten die Männchen. Weibliche Tiere zerstören mitunter Gelege, um das Männchen zu überzeugen, mit ihr Nachwuchs auszubrüten.[6]
- Insbesondere männliche Hauszaunkönige zerstören in der Brutsaison oft die Gelege von Artgenossen.[7]